# Stony Point (hrabstwo Rockland)
Stony Point – jednostka osadnicza w Stanach Zjednoczonych, w stanie Nowy Jork, w hrabstwie Rockland.